# Bakonydraco
Bakonydraco – rodzaj pterozaura z rodziny azdarchidów (Azhdarchidae) żyjącego w późnej kredzie (santon) na terenie dzisiejszych Węgier. Nazwa rodzajowa pochodzi od Lasu Bakońskiego, gdzie odnaleziono jego szczątki, oraz łacińskiego słowa draco („smok”), zaś epitet gatunkowy gatunku typowego, galaczi, honoruje węgierskiego naukowca Andrása Galácza, który wsparł autorów naukowego opisu Bakonydraco w ich badaniach. Holotypem jest MTM 2007.110.1 (początkowo skatalogowany jako Gyn/3) – niemal kompletna żuchwa. Do Bakonydraco przypisano także fragmenty żuchwy innego osobnika oraz kości skrzydeł i kręgi szyjne innego azdarchida znalezione na tym samym terenie. W 2011 roku opisano kolejne szczątki czaszki, w tym przednią część kości przedszczękowej.

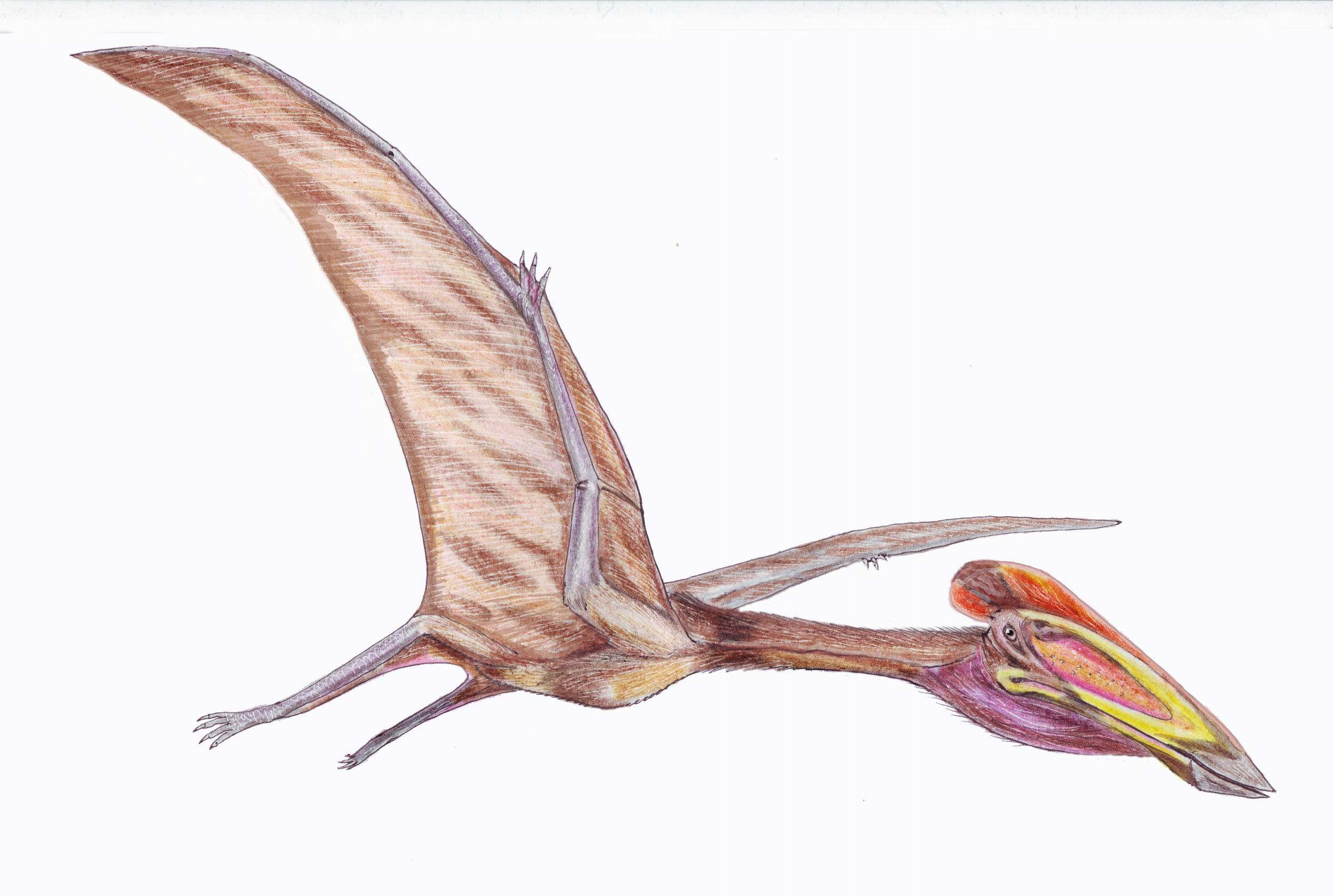
Bakonydraco galaczi

Żuchwa była bezzębna, a jej dwie połówki łączyły się w około połowie całkowitej długości szczęk, tworząc długi, ostro zakończony, bocznie spłaszczony i pionowo rozszerzony dziób. Szczęka MTM 2007.110.1 mierzy 29 cm długości. Bakonydraco był pterozaurem średniej wielkości – rozpiętość jego skrzydeł jest szacowana na 3,5–4 m. Kształt szczęki jest podobny jak u innych azdarchidów, jednak żuchwa bardziej przypominała żuchwy pterozaurów takich jak Tapejara, u których jest ona krótsza od szczęki. Bezzębne i bezgrzebieniowe rostrum kości przedszczękowej Bakonydraco jest znacznie cieńsze i lżej zbudowane od rostrum żuchwy. Ze względu na stosunkowo wyższą niż u innych azdarchidów żuchwę, Bakonydraco mógł odżywiać się w sposób odmienny niż inni przedstawiciele rodziny Azhdarchidae. Możliwe, że polował na niewielkie ryby lub żywił się owocami, choć zdaniem Ősiego i in. równie prawdopodobne jest, że polował na drobne lądowe kręgowce, jak robią to bociany lub dzioborogi. Odkrycie tego rodzaju potwierdziło występowanie azdarchidów w późnej kredzie na terenie współczesnych Węgier i sugeruje, że również tam były dominującymi pterozaurami.